# آنتی‌بادی سلوشنز
آنتی‌بادی سلوشنز (انگلیسی: Antibody Solutions) شرکت داروسازی آمریکایی است، که در سال ۱۹۹۵ تأسیس شد.